# Parsetjärnen
Parsetjärnen är en sjö i Dals-Eds kommun i Dalsland och ingår i Örekilsälvens huvudavrinningsområde. Sjön har en area på 0,109 kvadratkilometer och ligger 160 meter över havet. Sjön avvattnas av vattendraget Gärsebäcken.

## Delavrinningsområde
Parsetjärnen ingår i det delavrinningsområde (653565-127008) som SMHI kallar för Mynnar i Töftedalsån. Medelhöjden är 189 meter över havet och ytan är 5,86 kvadratkilometer. Det finns inga avrinningsområden uppströms utan avrinningsområdet är högsta punkten. Gärsebäcken som avvattnar avrinningsområdet har biflödesordning 3, vilket innebär att vattnet flödar genom totalt 3 vattendrag innan det når havet efter 65 kilometer. Avrinningsområdet består mestadels av skog (94 procent). Avrinningsområdet har 0,11 kvadratkilometer vattenytor vilket ger det en sjöprocent på 1,8 procent.